# Casino (Australia)
Casino è una città australiana nella zona del Northern Rivers nel Nuovo Galles del Sud, con una popolazione di 10 914 abitanti al censimento del 2016. 
Si trova sulle rive del fiume Richmond, all'incrocio dell'autostrada Bruxner e della statale Summerland, a 726 km a nord di Sydney e 228 a sud di Brisbane.

## Generalità
Casino è la sede del Municipalità di Richmond Valley, un'area di governo locale in Australia.
L'occupazione britannica di questa zona ebbe inizio nel 1840, quando gli squatter George Robert Stapleton e il suo collega Mr. Clay, impiantarono una fattoria allo scopo di allevamento di pecore che chiamarono "Cassino", da Cassino (vicino a Montecassino) in Italia. Casino è gemellata con la città italiana di Cassino
Casino è uno dei più grandi centri australiani per i bovini. É il centro regionale di una grossa attività di allevamento bovino e si pone come la "Capitale dei bovini" dell'Australia, benché anche la città di Rockhampton vanti lo stesso titolo. Inoltre è il centro dei servizi per una ricca zona agricola.
Ogni anno la città celebra la Settimana del Bovino. Nel 2019 è stata tenuta dal 18 al 28 maggio.
Il fiume Richmond scorre attraverso la città separando la zona sud dal resto dell'abitato.

## Clima
La temperatura della città va da un valore minimo-medio di circa 13 °C a un massimo-medio di circa 27 °C; le precipitazioni annue sono mediamente di 1097 mm.

## Popolazione
Secondo il censimento della popolazione del 2016, Casino era abitata da 10 914 persone:
- Aborigeni e isolani delle Isole dello Stretto di Torres erano il 10.5% della popolazione.
- 86.8% della popolazione era nata in Australia. La comunità nazionale più vicina a questa in quantità era quella britannica che ammontava all'1.2%.
- 90.9% degli abitanti in casa parlava solo inglese.
- Quanto alla religione praticata il 25.2% si dichiarò cattolica, il 22.8% anglicana e il 22.0% agnostica.

## Infrastrutture e trasporti
La stazione ferroviaria di Casino railway station si trova sulla linea della Costa del Nord tra Sydney e Brisbane, a nord di Grafton. Un ramo portava alla stazione di Murwillumbah via Lismore, ma è stato chiuso; vi sono pressioni per riattivarlo. La stazione ferroviaria di Casino è il capolinea del collegamento giornaliero Casino XPT da Sydney e vi è un servizio giornaliero per e da Brisbane via il Brisbane XPT.
Casino è servita dall'aeroporto di Lismore con parecchi voli giornalieri per Sydney.
L'autolinea Northern Rivers provvede un servizio di trasporto rurale verso Lismore (670) e Kyogle (675) ogni giorno della settimana con ritorno nei giorni di lunedì, mercoledì e venerdì.
All'interno della città è attiva una linea di bus.
Tra le molte scuole presenti a Casino, le principali sono: Casino High School, Casino Public School, Casino West Public School, St. Mary's Primary School, St. Mary's Catholic College School e la Casino Christian Community School.

## Luoghi storici
Casino ha alcuni luoghi storici, tra i quali:
- 102 Barker Street: Ufficio postale di Casino
- Ferrovia Casino-Murwillumbah: vecchia stazione
- Ferrovia della costa settentrionale: stazione ferroviaria di Casino

## Televisione
La serie drammatica The Gods of Wheat Street fu impostata e in parte girata a Casino.